# Castelbiague
Castelbiague (em occitano:  Castèthviague) é uma comuna francesa na região administrativa da Occitânia, no departamento do Alto Garona. Estende-se por uma área de 5.84 km², com 246 habitantes, segundo o censo de 2018, com uma densidade de 42 hab/km².